# Анжело Борреллі
Анжело Борреллі (18 листопада 1964, Санті-Козма-е-Дам'яно) — італійський урядовець, який працював головою служби цивільного захисту Італії з 8 серпня 2017 року до 26 лютого 2021 року.

## Біографія
Анжело Борреллі народився в місті Санті-Козма-е-Дам'яно в провінції Латина в регіоні Лаціо. Він закінчив економічний факультет Університету Кассіно, та працював аудитором і податковим радником.

### Керівник служби цивільного захисту
У 2000 році Анжело Борреллі перейшов на роботу до Національного офісу державної служби. У 2002 році його призначили керівником департаменту служби цивільного захисту, урядового органу Італії, який займається прогнозуванням, запобіганням і боротьби з надзвичайними ситуаціями. З 2010 по серпень 2017 року він обіймав посаду заступника голови цивільного захисту, а коли Фабріціо Курчо пішов у відставку, прем'єр-міністр Паоло Джентілоні призначив його новим головою служби цивільного захисту країни. Як голові служби цивільного захисту йому довелося зайнятися відновленням після землетрусу в Центральній Італії в серпні 2016 року, яке потрібно було завершити.

### Пандемія COVID-19
31 січня уряд Італії призначив Борреллі надзвичайним уповноваженим з питань пандемії COVID-19.

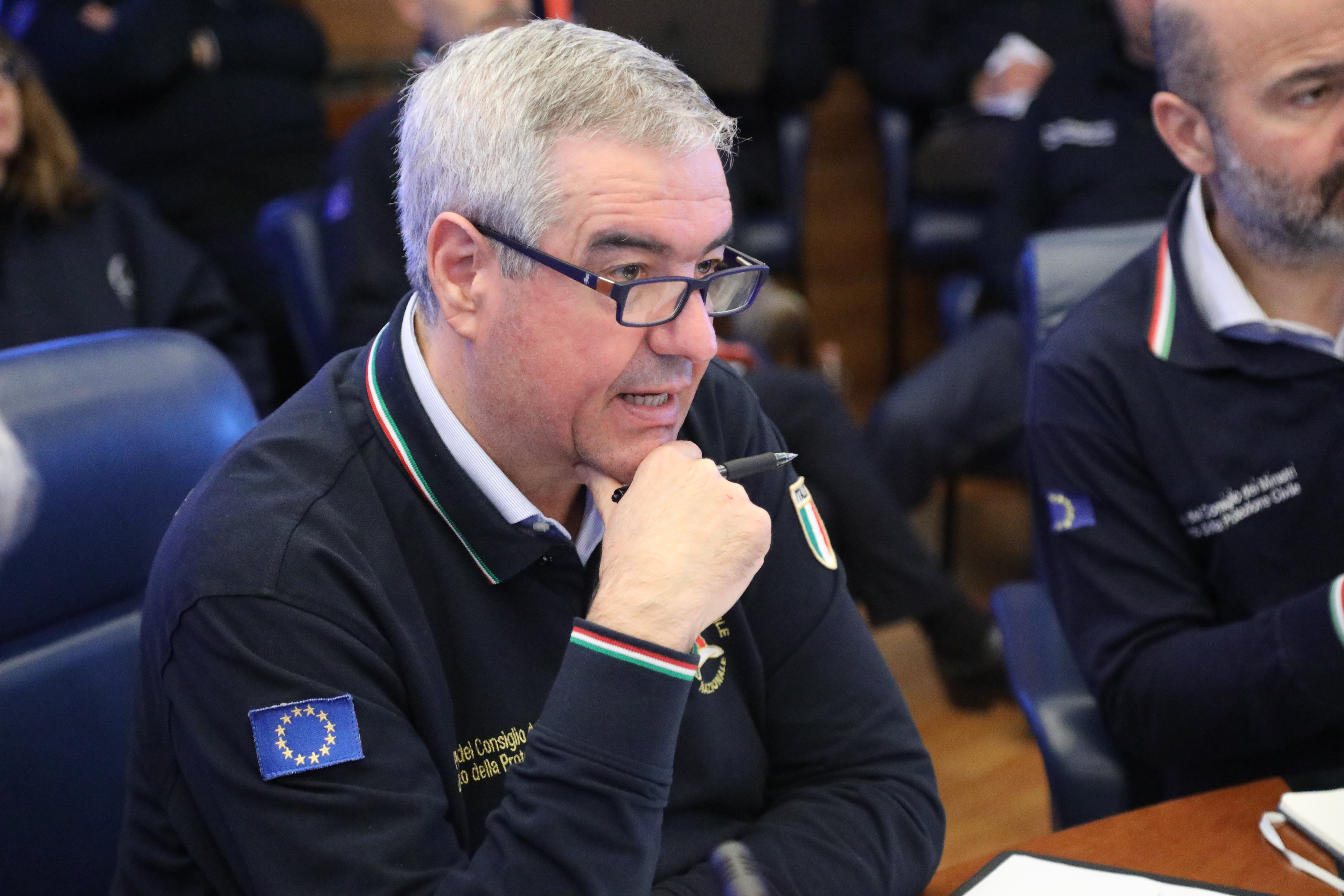
Борреллі під час епідемії COVID-19

На початку 2020 року Італія стала одним із головних у світі центрів підтверджених випадків COVID-19. Станом на вересень 2020 року було підтверджено понад 270 тисяч випадків зараження коронавірусом, в основному в Ломбардії, Емілії-Романьї, Венето та П'ємонті.
Наприкінці січня уряд заборонив авіасполучення з Китаю, ставши першою європейською країною, яка запровадила цей захід. 22 лютого уряд оголосив про прийяття законопроекту щодо стримування спалаху COVID-19, запровадивши переведення на карантин понад 50 тисяч осіб з 11 різних муніципалітетів Північної Італії. Прем'єр-міністр Конте заявив: «У зонах спалаху в'їзд і виїзд призупинено. У цих районах уже видано розпорядження про призупинення роботи більшості закладів та всіх спортивних заходів».
У 10 муніципалітетах Ломбардії, по одному у Венето та в Емілії-Романьї, були закриті школи. У деяких районах скасовано всі громадські заходи та припинено комерційну діяльність. Регіональні залізничні служби призупинили зупинки в найбільш постраждалих районах — потяги не зупинялися на станціях Кодоньйо, Малео та Касапустерленго. Університети в Ломбардії призупинили всю діяльність з 23 лютого.
8 березня 2020 року за порадою наукового комітету цивільного захисту прем'єр-міністр Конте поширив карантин на всю Ломбардію та 14 інших північних провінцій, запровадивши локдаун для більш ніж чверті населення країни. Наступного дня він оголосив на прес-конференції, що всі заходи, які раніше застосовувалися лише в так званих «червоних зонах», були поширені на всю країну, в результаті чого де-факто 60 мільйонів осіб перебували на карантині. Пізніше прем'єр-міністр офіційно підписав виконавчий наказ. Цей захід був описаний як найбільший локдаун в історії людства.
16 березня 2020 року прем'єр-міністр Джузеппе Конте призначив Доменіко Аркурі надзвичайним уповноваженим із впровадження та координації заходів щодо стримування та боротьби з надзвичайною епідеміологічною ситуацією під час пандемії COVID-19. Аркурі фактично замінив Борреллі на чолі комітету, відповідального за боротьбу з надзвичайною ситуацією в галузі охорони здоров'я.
26 лютого 2021 року Фабріціо Курчо змінив на чолі Цивільного захисту Анжело Борреллі.